# Lijst van burgemeesters van Eygelshoven
Dit is een lijst van burgemeesters van de voormalige Nederlandse gemeente Eygelshoven in de provincie Limburg. Tijdens de herindeling van 1982 is Eygelshoven zijn status als zelfstandige gemeente kwijtgeraakt en ingedeeld bij de gemeente Kerkrade.
| Ambtsperiode | Foto | Naam burgemeester         | Partij of stroming | Bijzonderheden                                            |
| ------------ | ---- | ------------------------- | ------------------ | --------------------------------------------------------- |
| 1842 - 1846  |      | Jan Winand Valkenberg     |                    |                                                           |
| 1846 - 1856  |      | W.J. Dortants             |                    |                                                           |
| 1857 - 1881  |      | W.D. Wimmers              |                    |                                                           |
| 1881 - 1886  |      | Frans (F.M.H.) Valkenberg |                    |                                                           |
| 1886 - 1919  |      | L. Dohmen                 |                    | tevens burgemeester van Nieuwenhagen (1902-1917)          |
| 1919 - 1928  |      | J.W.M. Loijson            |                    | tevens burgemeester van Nieuwenhagen (1917-1928)          |
| 1928 - 1934  |      | J.H. Martin               |                    |                                                           |
| 1934 - 1941  |      | H.J. Boijens              |                    | [ 1 ]                                                     |
| 1941 - 1944  |      | M.J.A.A. le Haen          | NSB                |                                                           |
| 1944         |      | P.A.J. Haenen             | NSB                | eerst waarnemend                                          |
| 1944 - 1969  |      | H.J. Boijens              |                    |                                                           |
| 1969 - 1975  |      | Johan (J.G.A.) Janssen    | KVP                |                                                           |
| 1975 - 1982  |      | Harry (J.H.C.) Persoon    | KVP / CDA          | waarnemend; tevens (waarnemend) burgemeester van Bocholtz |